# Kabinett Bjarni Benediktsson (2024 I)
Das Kabinett Bjarni Benediktsson (2024 I) war vom 9. April bis zum 17. Oktober 2024 die Regierung Islands. Als in der Zusammensetzung der Parteien unveränderte Fortführung des Kabinetts Katrín Jakobsdóttir II handelte es sich um eine Koalition aus der Links-Grünen Bewegung, der liberal-konservativen Unabhängigkeitspartei und der Fortschrittspartei, einer nordischen Agrarpartei. Gebildet wurde die Regierung von Bjarni Benediktsson (Unabhängigkeitspartei) als Nachfolger von Katrín Jakobsdóttir (Links-Grüne Bewegung), die als Premierministerin zurückgetreten war, um als Kandidatin bei der Präsidentschaftswahl in Island 2024 anzutreten. Die Auflösung seines Kabinetts wurde von Bjarni Benediktsson am 13. Oktober 2024 angekündigt, am 15. Oktober von der Präsidentin Halla Tómasdóttir akzeptiert und mit einer Sitzung des Staatsrats am 17. Oktober finalisiert. Bis zur Bildung des Kabinetts Kristrún Frostadóttir nach der Parlamentswahl vom 30. November 2024 führte eine Übergangsregierung die Geschäfte. Diese setzte sich aus Mitgliedern der bisherigen Regierung ohne die Vertreter der Links-Grünen Bewegung zusammen, da die drei Minister dieser Partei eine Mitarbeit in der Übergangsregierung abgelehnt haben.

## Geschichte
Die meisten Minister des Kabinetts Katrín Jakobsdóttir II verblieben bei der Bildung des Kabinetts Bjarni Benediktsson auf ihren Posten, wobei es zu folgenden Änderungen kam: Im Außenministerium folgte Þórdís Kolbrún R. Gylfadóttir auf Bjarni Benediktsson, ihr Finanz- und Wirtschaftsministerium wurde von Sigurður Ingi Jóhannsson übernommen und dessen Infrastrukturministerium von Svandís Svavarsdóttir, die im Kabinett Katrín Jakobsdóttir II Ernährungsministerin war. Neue Ernährungsministerin wurde Bjarkey Olsen Gunnarsdóttir, die damit die einzige Ministerin ist, die nicht bereits Mitglied des vorangehenden Kabinetts war.
Am 13. Oktober 2024 gab Ministerpräsident Bjarni Benediktsson das Ende der Koalition bekannt. Gründe dafür seien unter anderem Meinungsverschiedenheiten beim Thema Asylbewerber und in Energiefragen. Er bat Staatspräsidentin Halla Tómasdóttir um die Entlassung der Regierung und Auflösung des Parlaments. Am 15. Oktober 2024 gab die Präsidentin diesem Antrag statt.
Bis zur Bildung einer neuen Regierung nach der Wahl vom 30. November 2024 wird eine Übergangsregierung die Geschäfte führen. Diese besteht nur noch aus Mitgliedern der Unabhängigkeitspartei und der Fortschrittspartei. Die Links-Grüne Bewegung als bisheriger dritter Koalitionspartner zieht sich zurück. Svandís Svavarsdóttir, die neu gewählte Vorsitzende der Links-Grünen Bewegung, erklärte, dass die Vertreter ihrer Partei in der bisherigen Regierung bis zur Neuwahl gewöhnliche Parlamentarier sein werden. Dass sich ein Koalitionspartner während der Übergangszeit zurückzieht, wurde von anderen Parteien und politischen Kommentatoren kritisiert. Laut Ólafur Þ. Harðarson, Professor für Politikwissenschaft, ist das eine „völlig neue Sache in der isländischen Politik“. Normalerweise führe die aktuelle Regierung die Geschäfte in solchen Fällen bis nach den Neuwahlen weiter. Ingibjörg Sólrún Gísladóttir, frühere Vorsitzende der sozialdemokratischen Allianz, warf der Links-Grünen Bewegung vor, sieben Jahre in einer Regierung mit der Unabhängigkeitspartei eine Politik unterstützt zu haben, die „weder grün noch links“ gewesen sei, sich nun plötzlich empört zu zeigen und sich zu weigern, noch sechs Wochen in einer Übergangsregierung mitzuarbeiten.
Aufgrund des sofortigen Rückzugs der drei Minister der Links-Grünen Bewegung hat Bjarni Benediktsson für die Übergangsregierung zusätzlich zum Amt des Premierministers das Ministerium für Ernährung von Bjarkey Olsen Gunnarsdóttir und das Ministerium für Soziales und Arbeitsmarkt von Guðmundur Ingi Guðbrandsson übernommen. Finanz- und Wirtschaftsminister Sigurður Ingi Jóhannsson erhielt das Infrastrukturministerium  (bisherige Ministerin Svandís Svavarsdóttir). In der Sitzung des Staatsrats vom 17. Oktober 2024 hat Präsidentin Halla Tómasdóttir diese Änderungen genehmigt. Die drei Vertreter der Links-Grünen Bewegung verließen die Sitzung nach dem ersten Teil, anschließend wurde sie als erste Sitzung des Staatsrats in der neuen Zusammensetzung weitergeführt.

## Regierungsmitglieder
| Ressort                                          | Minister                      | Zeitraum                               | Partei                | Anmerkung |
| ------------------------------------------------ | ----------------------------- | -------------------------------------- | --------------------- | --- |
| Premierminister                                  | Bjarni Benediktsson           | seit 9. April 2024                     | Unabhängigkeitspartei | Vorsitzender der Unabhängigkeitspartei |
| Finanzen und Wirtschaft                          | Sigurður Ingi Jóhannsson      | seit 9. April 2024                     | Fortschrittspartei    | Zuvor seit 28. November 2021 Minister für Infrastruktur. Vorsitzender der Fortschrittspartei                                                |
| Infrastruktur                                    | Svandís Svavarsdóttir         | seit 9. April 2024                     | Links-Grüne Bewegung  | Zuvor seit 28. November 2021 Ministerin für Fischerei und Landwirtschaft bzw. seit 1. Februar 2022 Ernäherungsministerin (Umstrukturierung) |
| Gesundheit                                       | Willum Þór Þórsson            | seit 9. April 2024 (28. November 2021) | Fortschrittspartei    | |
| Justiz                                           | Guðrún Hafsteinsdóttir        | seit 9. April 2024 (19. Juni 2023)     | Unabhängigkeitspartei | |
| Handel und Kultur                                | Lilja Dögg Alfreðsdóttir      | seit 9. April 2024 (28. November 2021) | Fortschrittspartei    | |
| Umwelt, Energie und Klima                        | Guðlaugur Þór Þórðarson       | seit 9. April 2024 (28. November 2021) | Unabhängigkeitspartei | |
| Auswärtiges                                      | Þórdís Kolbrún R. Gylfadóttir | seit 9. April 2024                     | Unabhängigkeitspartei | Zuvor bereits vom 28. November 2021 – 14. Oktober 2023 in diesem Amt                                                                        |
| Bildungs- und Kinderbelange                      | Ásmundur Einar Daðason        | seit 9. April 2024 (28. November 2021) | Fortschrittspartei    | |
| Hochschulbildung, Industrie und Innovation       | Áslaug Arna Sigurbjörnsdóttir | seit 9. April 2024 (28. November 2021) | Unabhängigkeitspartei | |
| Ernährung                                        | Bjarkey Olsen Gunnarsdóttir   | seit 9. April 2024                     | Links-Grüne Bewegung  | |
| Soziales und Arbeitsmarkt, Nordische Kooperation | Guðmundur Ingi Guðbrandsson   | seit 9. April 2024 (28. November 2021) | Links-Grüne Bewegung  | |